# Władimir Wierny
Władimir Aleksandrowicz Wierny (ros. Владимир Александрович Верный, ur. 1901 w guberni besarabskiej, zm. 26 maja 1938 w Chabarowsku) – radziecki działacz partyjny.

## Życiorys
Od 1919 członek RKP(b), do lipca 1929 sekretarz odpowiedzialny włodzimierskiego gubernialnego komitetu WKP(b), od 1932 do 2 marca 1933 przewodniczący Biura Organizacyjnego Dalekowschodniego Komitetu Krajowego WKP(b) na obwód amurski. Od 4 marca do sierpnia 1933 I sekretarz Amurskiego Komitetu Obwodowego WKP(b), 1932-1933 partyjny organizator KC WKP(b) "Dalpromstroja" (Komsomolsk nad Amurem), od czerwca 1934 III sekretarz Dalekowschodniego Komitetu Krajowego WKP(b), od lipca 1935 kierownik Wydziału Zarządzania Organami Partyjnymi Dalekowschodniego Komitetu Krajowego WKP(b), później do sierpnia 1937 sekretarz Komitetu Miejskiego WKP(b) w Rostowie.
20 sierpnia 1937 aresztowany, następnie rozstrzelany. W 1956 pośmiertnie zrehabilitowany.